# Bills Toronto Series
Bills Toronto Series är namnet på de matcher som Buffalo Bills sedan 2008 spelar i Toronto för att marknadsföra laget. Laget spelar en hemmamatch där i grundspelet per säsong, det ursprungliga avtalet sträckte sig till 2012 men har förnyats och gäller fram till 2017. Denna serie av matcher kallas för Bills Toronto Series och är ett sätt att nå ut till den för Bills stora kanadensiska marknaden. Det sägs att hela 15% av lagets supportrar kommer från södra Ontario och att försäljningen av säsongsbiljetter har ökat i det området i och med dessa årliga matcher.

## Spekulationer om ett kanadensiskt NFL-lag
Ett resultat av detta avtal är att det förs spekulationer om att Toronto i framtiden kan få stå som en permanent värd för ett lag i NFL. Bills ägare Ralph Wilson uttryckte sig positivt om Toronto 2008 i och med uppgörelsen vilket spädde på ryktena. Wilson påpekade att staden Buffalo var på nedgång samtidigt som Toronto ständigt expanderar men samtidigt ville han inte ge några konkreta svar om han skulle kunna tänka sig flytta Bills till Kanada. Ted Rogers ägare av Toronto Blue Jays samt Larry Tanenbaum som äger Toronto Maple Leafs och Toronto Raptors jobbar gemensamt för att försöka få ett NFL-lag till Toronto där Bills Toronto Series är ett första steg att visa att staden kan hantera ett lag i NFL.

## Resultat

### Försäsongsmatcher
| Datum           | Bortalag            | Poäng | Hemmalag      | Poäng | Arena         | Publik |
| --------------- | ------------------- | ----- | ------------- | ----- | ------------- | ------ |
| 14 augusti 2008 | Pittsburgh Steelers | 21    | Buffalo Bills | 24    | Rogers Centre | 48 434 |
| 19 augusti 2010 | Indianapolis Colts  | 21    | Buffalo Bills | 34    | Rogers Centre | 39 583 |

### Grundspelsmatcher
| Datum            | Bortalag            | Poäng | Hemma         | Poäng | Arena         | Publik |
| ---------------- | ------------------- | ----- | ------------- | ----- | ------------- | ------ |
| 7 december 2008  | Miami Dolphins      | 16    | Buffalo Bills | 3     | Rogers Centre | 52 134 |
| 3 december 2009  | New York Jets       | 19    | Buffalo Bills | 13    | Rogers Centre | 51 567 |
| 7 november 2010  | Chicago Bears       | 22    | Buffalo Bills | 19    | Rogers Centre | 50 746 |
| 30 oktober 2011  | Washington Redskins | 0     | Buffalo Bills | 23    | Rogers Centre | 51 579 |
| 16 december 2012 | Seattle Seahawks    | 50    | Buffalo Bills | 17    | Rogers Centre | 40 770 |
| 1 december 2013  | Atlanta Falcons     | 34    | Buffalo Bills | 31    | Rogers Centre | 38 969 |